# Spirano
Spirano ist eine norditalienische Gemeinde (comune) mit 5656 Einwohnern (Stand 31. Dezember 2023) in der Provinz Bergamo in der Lombardei. Spirano liegt etwa 13 Kilometer südlich von der Provinzhauptstadt Bergamo entfernt. Nach Mailand sind es etwa 40 Kilometer in südwestlicher Richtung.
Die den Heiligen Gervasius und Protasius gewidmete Barockkirche steht auf Fundamenten aus dem 13. Jahrhundert.